# Гатино (сектор)

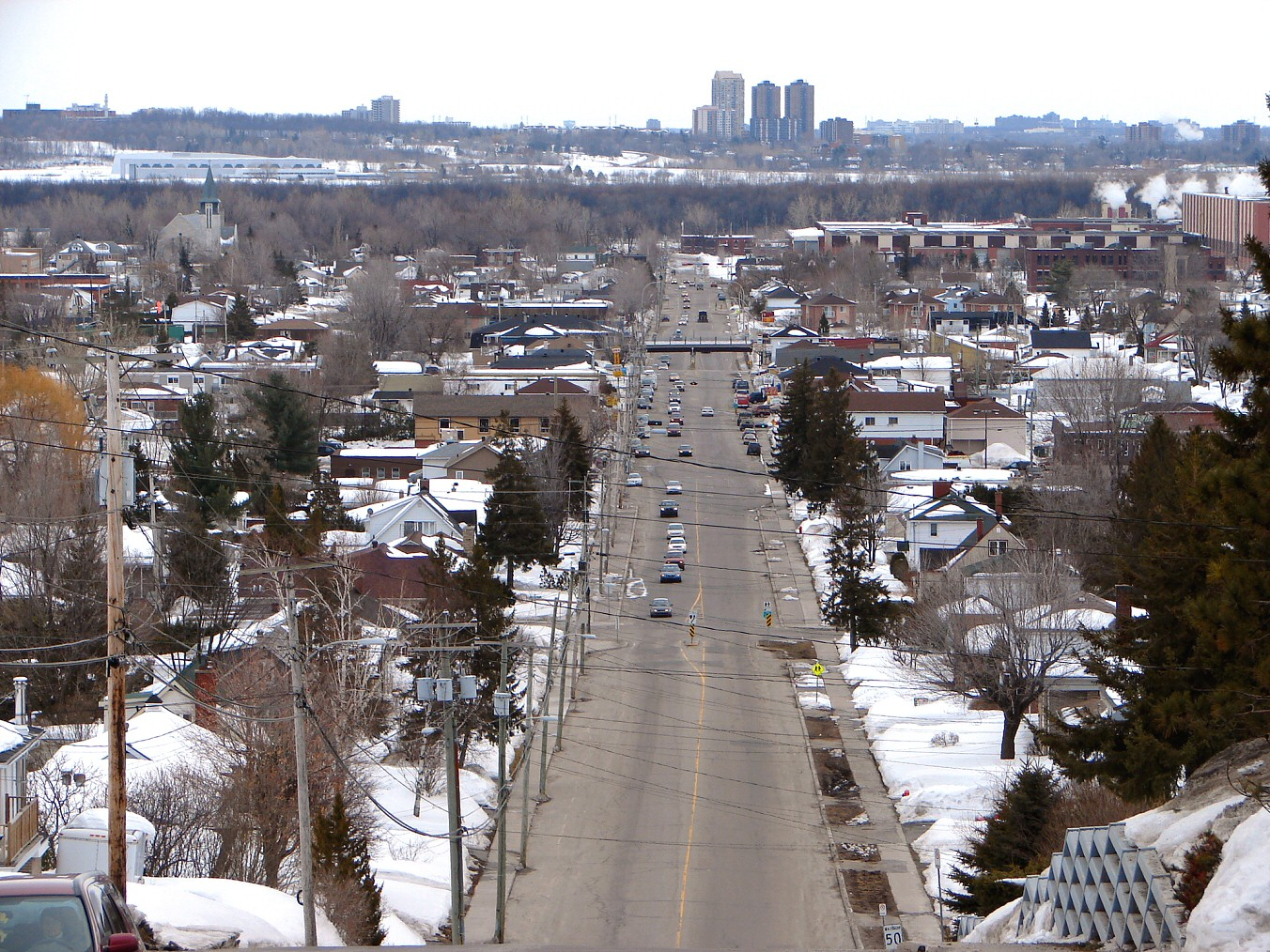
Улица Мэн в секторе Гатино. Вид с севера на юг. На заднем плане — р. Оттава и правительственные небоскрёбы соседнего сектора Халл.

Гатино, фр. Gatineau, неофициально «Старый Гатино» — бывший муниципалитет в канадской провинции Квебек, а с 2002 г., в результате слияния — сектор одноименного города и федеральный избирательный округ. Расположен к востоку от р. Гатино, вдоль северного побережья р. Оттава напротив восточных районов г. Оттава (от Роклифф-парка до Бикон-Хилла и Орлеана).
На выборах 2011 г. депутатом от округа Гатино была избрана Франсуаза Буавен (fr:Françoise Boivin) от Новых демократов, с 2015 г. - Стив Маккиннон (либералы).

## Прибрежная зона
Три автомобильных (два из них также пешеходные) и один недействующий железнодорожный мост через реку Гатино соединяют сектор Гатино с соседним сектором Халл, расположенным к западу от р. Оттава. У места впадения р. Гатино в р. Оттава расположена небольшая пристань.
В отличие от западных секторов, в секторе Гатино нет ни мостов, ни других переправ через р. Оттава.

## Торговля
Старый Гатино известен своими коммерческими сооружениями. Здесь расположено несколько крупных торговых центров, в том числе [Les Promenades de l’Outaouais Les Promenades de l’Outaouais] на перекрёстке бульвара Гребе и бульвара Малоне.

## Крупные улицы
- бульвар Малоне
- бульвар Гребе
- улица Мэн